# Rinconada (Argentine)
Rinconada est une ville de la province de Jujuy et le chef-lieu du département de Rinconada en Argentine.
Il s'agit de la municipalité la plus élevée d'Argentine.